# Jidaimono
Jidaimono (時代物?   lit. «cosas de las eras») es un género dramático japonés utilizado principalmente en el kabuki y el bunraku. El jidaimono está ambientado en el Japón anterior al periodo Edo ya que durante el shogunato Tokugawa se prohibió la representación de problemas de la época por lo que generalmente se utilizaban las historias del pasado para realizar críticas a los gobernantes del momento. 
Actualmente el término se utiliza más comúnmente para designar el género de algunas obras de manga y anime, películas, videojuegos o programas de televisión del género dorama japonés.

### Jidaimono en el pasado (teatro)
El jidaimono se centraba en elementos conocidos de la historia de Japón como la vida y hazañas de los guerreros históricos como en el caso de la lucha entre los Taira y los Minamoto (véase Guerras Genpei), la venganza de los hermanos Soga así como las batallas del siglo XIV registradas en el Taiheiki. Ocasionalmente se representaba además figuras históricas de la Corte Imperial, líderes religiosos de mayor importancia o miembros de la élite aristócrata. Por el contrario, las obras dramáticas que representan personajes de la clase social popular reciben el nombre de sewamono (世話物?).
En el teatro generalmente constaba de cinco actos durante los cuales se hacía una alegoría de la eterna lucha entre el bien y el mal. 

### Jidaimono actualmente
Hoy día el uso del término jidaimono es usado principalmente en obras de ficción o representaciones anteriores a la época Meiji o en algunos casos a principios de esta (cine, manga, anime, videojuegos...). Son obras que se centran en el Japón Feudal, anterior a la apertura de esta nación a Occidente, son obras donde el componente del honor, la venganza y la tradición son en muchos casos el desencadenante de la historia. En ella podemos ver que personajes Samurai, ninja o campesinos son en su mayoría los protagonistas del Jidaimono, viviendo una época de dureza y barbarie en muchos casos.
En el mundo del manga y anime uno de sus máximos exponente de género Jidaimono, al menos en occidente es la obra del mangaka Nobuhiro Watsuki, Rurouni Kenshin, conocido más comúnmente para el público occidental como Samurai X o El Guerrero Samurai en (España), una obra un tanto atípica por sus similitudes más con un nekketsu que a un jidaimono, pero con una ambientación y argumento claramente jidaimono en su mayoría. 
Otras obras manga y anime Jidaimono más conocidas en Japón o más comentadas por los fanes de este género, algunas de ellas de tendencia más cruda o realista, y muchas de ellas más enfocadas a problemas más profundos de la época y de demografía manga seinen son Kozure Ōkami (Lobo solitario y su cachorro) escrita en los años 70 por el mangaka Kazuo Koike, Vagabond de Takehiko Inoue, Shigurui de Takayuki Yamaguchi o la conocida obra del padre del manga Osamu Tezuka, Dororo que ha sido adaptada tanto a varios animes, como a videojuego, películas... 
Obras como Gintama, o Naruto aunque tengan una estética aparentemente Jidaimono no se pueden considerar como tal, no los son, ya que aunque están influidos en cierta manera por el Japón feudal, por lo demás se centran o en mundos ficticios, que luego solo en parte tienen la estética jidaimono pero luego las sociedades o acontecimientos son totalmente inventados, en el caso de gintama se entremezcla con alienígenas y nuestra sociedad del siglo XXI. Ambas obras antes mencionadas serían de estilo nekketsu.
En cuanto a Videojuegos, tenemos muchas sagas como la conocida saga protagonizada mayormente por ninjas y donde el sigilo y la infiltración es lo importante Tenchu con amplio recorrido a finales de los 90 y principios del nuevo siglo, La saga no tan fiel históricamente hablando Sengoku Basara creado por Capcom, franquicia que luego desarrollaría propio anime en muchos caso más conocido que el propio videojuego, o juegos con poco recorrido como saga, Shinobido.
En cuanto a otros contenidos, tenemos novelas, doramas y películas, muchas de ellas live-actions o  adaptaciones con actores reales de muchas obras de Manga y anime, como la trilogía de Rurouni Kenshin o Mugen no Jūnin (la espada del Inmortal). También tenemos películas de influencia Jidaimono que son verdaderos clásicos del cine japonés, algunos ejemplos son Los Siete Samuráis, Rashōmon o Yojimbo, del conocido director nipón Akira Kurosawa, quizás el máximo exponente del cine Jidaimono.